# 도라 드 아마란타 로마리즈
도라 데 아마란테 로마리즈 (상파울루, 1922년 1월 7일 ~ 2017년 8월 4일)은 브라질의 지리학자로, 브라질 지리통계연구소에서 생물지리학을 연구한 연구원이었다.

## 전기
상파울루 시에서 태어난 도라 로마리스는 어렸을 때 리우데자네이루로 건너가 교육 연구소에서 초등학교 교사로 졸업한 후 브라질 대학교 국립 철학부(현재 리우데자네이루 연방 대학교(UFRJ))에서 지리 및 역사 학사 및 학위를 받았다.

1945년, 초등학교 교사로 5년간 일한 후, 그녀는 브라질 지리통계연구소(IBGE)에 합류하여 20세기의 가장 영향력 있는 생태학자 중 한 명으로 인정받는 캐나다의 농학자이자 식물학자인 피에르 단세로(Pierre Dansereau)와 함께 탐험에 참여했다.
그녀는 브라질의 새로운 수도인 브라질리아의 위치를 선정하기 위해 최초의 IBGE 생물지리학 그룹과 현장 연구 팀의 일원이었다.
그는 1972년에 은퇴하고 책을 쓰는 데 전념했고 유네스코가 편집한 남미 식생지도 제작에 직접 참여했다.

그는 2017년 95세의 나이로 사망하기 전까지도 자신의 전문 분야인 생물지리학에 대한 강의와 과정을 계속 진행했다. 2017년 8월 4일 상파울루에서 다발성 장기 부전으로 사망했다. 이때의 조문에서는 다음과 같은 점이 강조되었다.
브라질 지리학계는 위대한 지리학자이자 뛰어난 여성을 잃었다. 브라질 식생에 관심을 둔 지리학자들 중 선구자.

- 2017년 - 지식 분야에 기여한 공로로 사망 후, 지리학 연구 및 대학원생을 위한 전국 협회에 수여됨.

1. 
2. 